# فرودگاه اییورا
فرودگاه اییورا (به انگلیسی: Aiyura Airport) یک فرودگاه با کد یاتا AYU است. این فرودگاه در کشور پاپوآ گینه نو قرار دارد و در ارتفاع ۱۵۵۴ متری از سطح دریا واقع شده‌است.